# مجلة فراي نيدرلاند

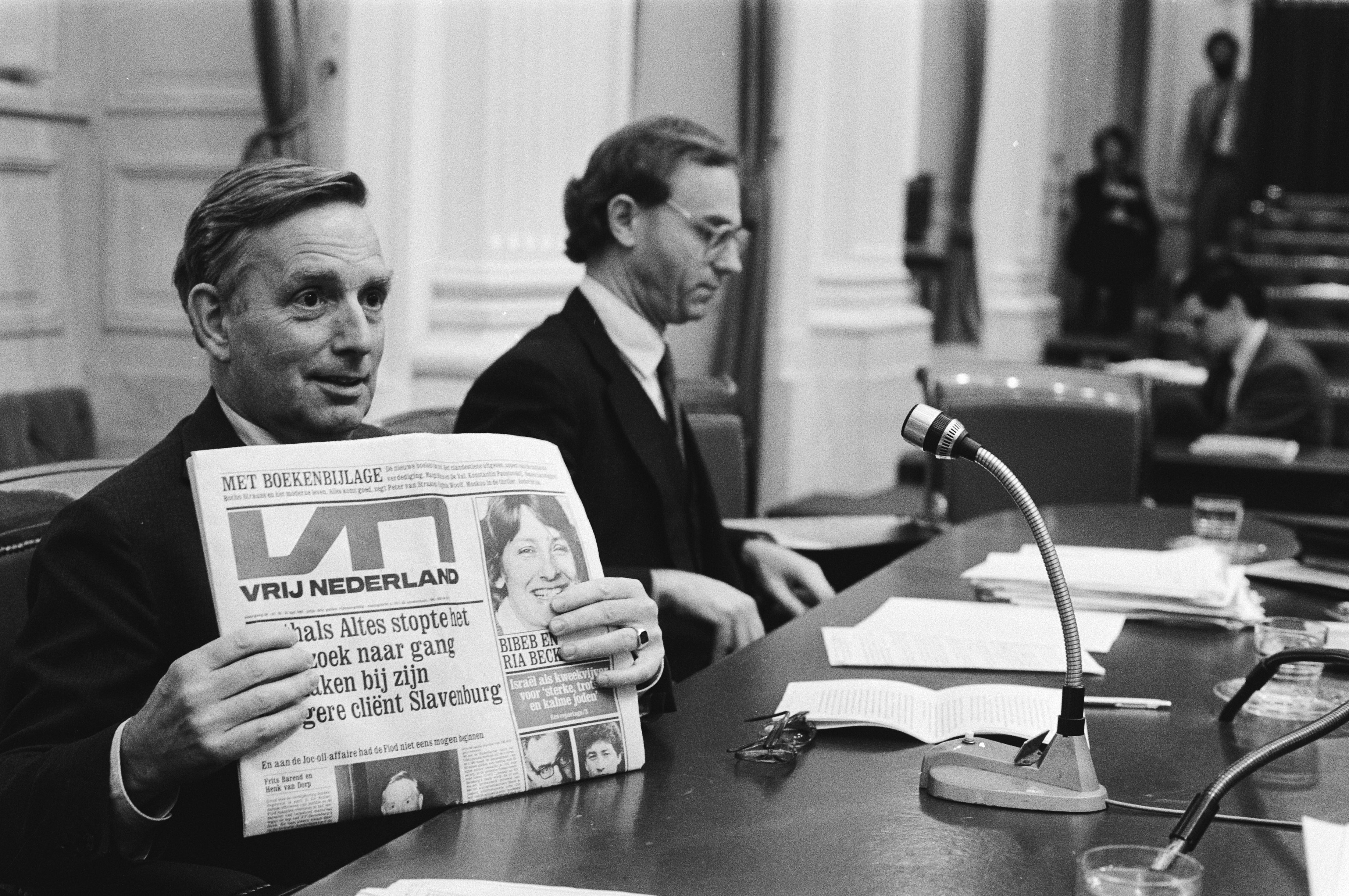
وزير هولندي يرفع المجلة في البرلمان سنة 1983.

مجلة فراي نيدرلاند Vrij Nederland (بالعربية: هولندا الحرة) مجلة هولندية تأسست سنة 1940 ، وتعتبر من أكبر المجلات في هولندا .

## مواقع خارجية
- الموقع الرسمي على الشبكة